# Renouée persicaire
Persicaria maculosa
Espèce
Classification phylogénétique
Statut de conservation UICN

 LC  : Préoccupation mineure
Persicaria maculosa, la Renouée persicaire ou Persicaire douce, Pied-rouge, Pilingre, Fer à cheval, est une plante herbacée annuelle de la famille des Polygonacées. Adventice souvent envahissante.

## Étymologie
Elle doit son nom (comme les autres espèces de son genre) à la forme de ses feuilles, Persicaria signifiant « pêcher » en latin médiéval.
C'est une plante pionnière, nitrophile.

## Synonymie
- Persicaria dubia (Stein ex A.Braun) Fourr., 1869
- Persicaria fusiformis (Greene) Greene, 1904
- Persicaria maculata (Raf.) Á.Löve & D.Löve, 1956
- Persicaria mitis Delarbre, 1800 [nom. rej.]
- Persicaria persicaria(L.) Small, 1903
- Persicaria pulicariodea Friche-Joset & Montandon, 1856
- Persicaria ruderalis C.F.Reed, 1982
- Persicaria vulgaris Webb & Moq., 1846
- Peutalis persicaria (L.) Raf., 1837
- Polygonum agreste Fr., 1839
- Polygonum benearnense Gand., 1882
- Polygonum biforme Wahlenb., 1824
- Polygonum camptostachys Gand., 1875
- Polygonum fusiforme Greene, 1893
- Polygonum leucanthemum Gand., 1882
- Polygonum persicaria subsp. biforme (Wahlenb.) Fr., 1832
- Poygonum persicaria subsp. densiflorum (Weihe) Čelak., 1871
- Polygonum persicaria subsp. rechingeri (Sennen) Sennen, 1931
- Polygonum persicaria var. elatum Gren., 1855
- Polygonum persicaria var. ruderale (Salisb.) Meisn.
- Polygonum maculatum Raf., 1817
- Polygonum persicaria L., 1753
- Polygonum puritanorum Fernald, 1919
- Polygonum ramondianum Gand., 1882
- Polygonum rechingeri Sennen, 1929
- Polygonum rivulare Roth, 1821
- Polygonum ruderale Salisb., 1796

## Description

### Caractéristiques
- Organes reproducteurs
  - Couleur dominante des fleurs : rose ou blanc
  - Période de floraison : août-octobre
  - Inflorescence : épi de cymes triflores
  - Sexualité : hermaphrodite
  - Pollinisation : autogame
- Feuillage
  - Tige rameuse
  - Feuilles marquées d'un chevron noirâtre
- Graine
  - Fruit : akène
  - Dissémination : barochore
- Habitat et répartition
  - Habitat type : friches annuelles hygrophiles eutrophiles pionnières, eurasiatiques
  - Aire de répartition : cosmopolite

Données d'après : « Julve, Ph., 1998 ff. - Baseflor. Index botanique, écologique et chorologique de la flore de France. Version : 23 avril 2004 »(Archive.org • Wikiwix • Archive.is • Google • Que faire ?).

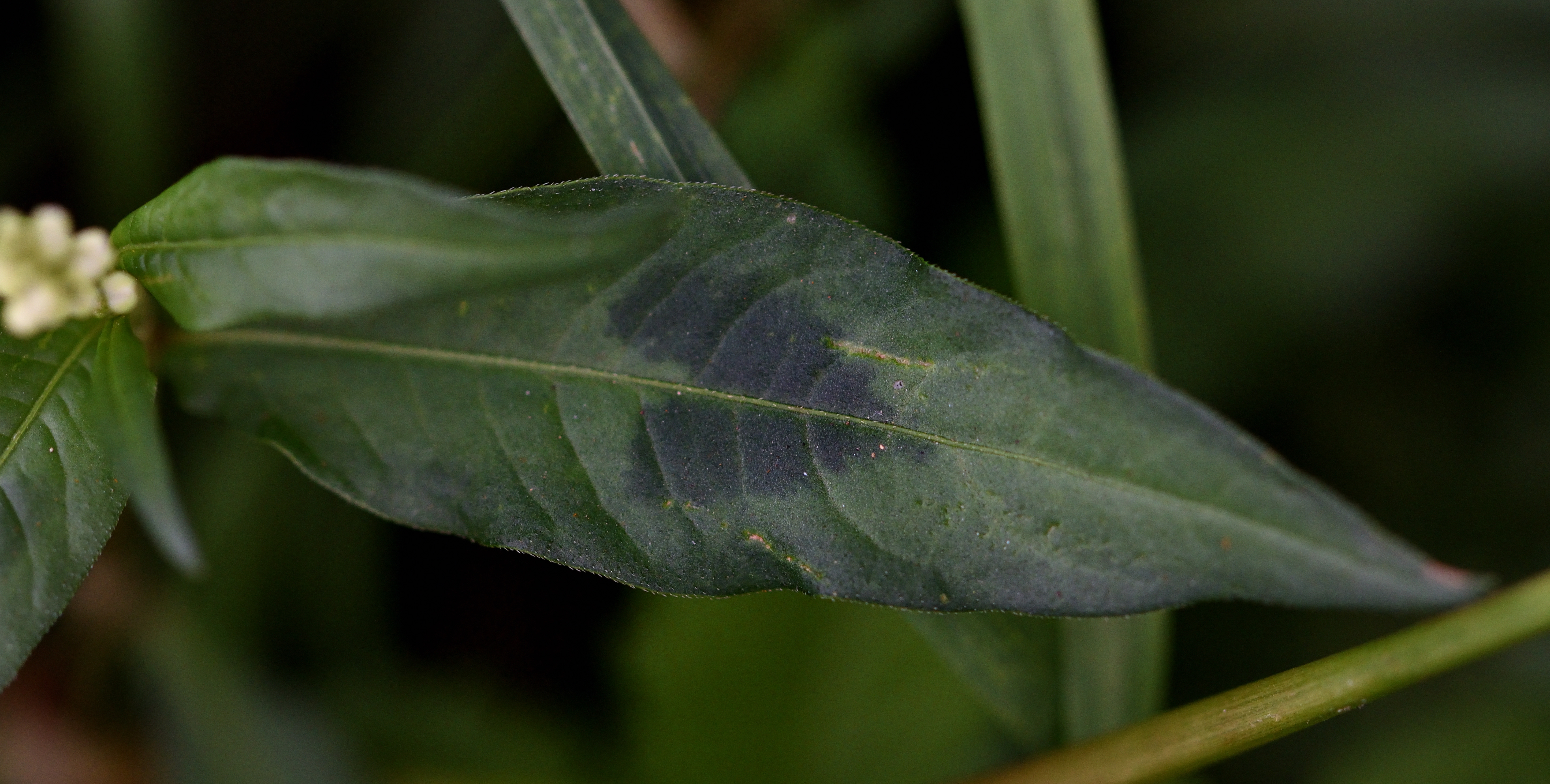
Feuille d'une renouée persicaire, on remarquera la présence d'un chevron noirâtre
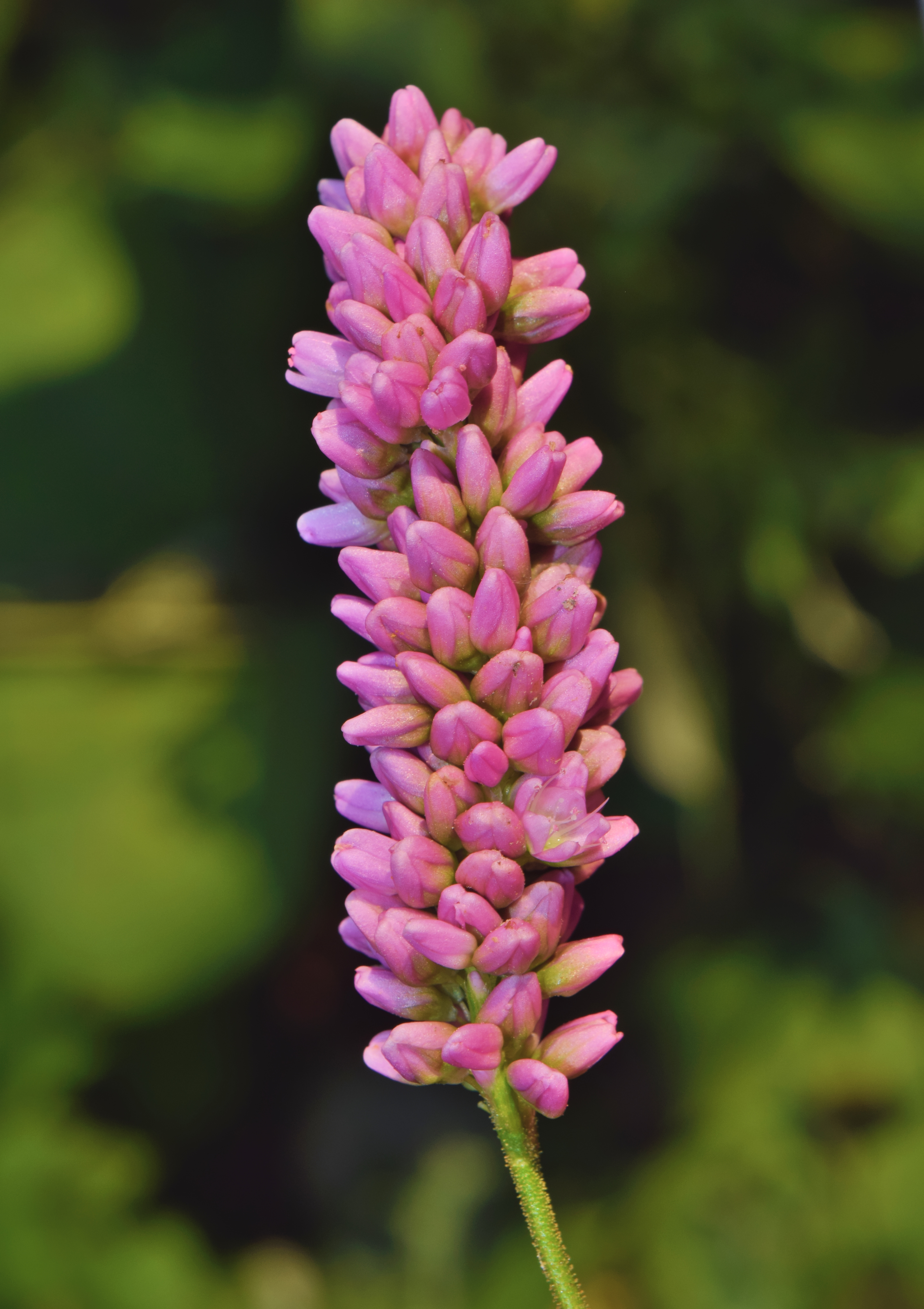
Inflorescence de renouée persicaire
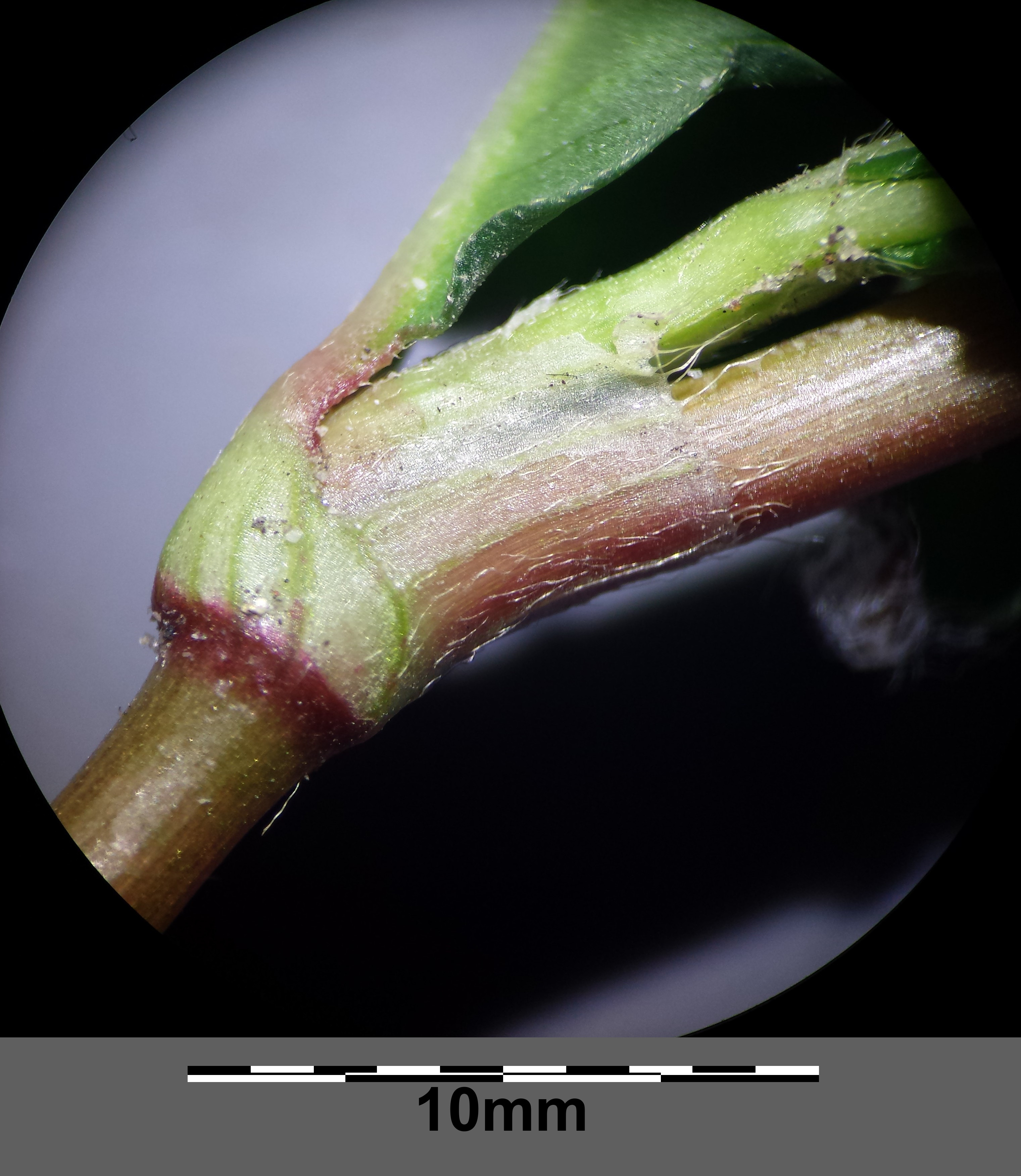
Ochréa pubescente et ciliée à son sommet

## Usages
Riche en tanins, elle fut autrefois utilisée en tant que plante médicinale pour ses propriétés astringentes et vulnéraires.